# 1944년 한국
이 문서는 1944년 한반도에서 일어난 사건을 다룬다.

## 통치자
일제강점기 조선
- 히로히토 천황 (쇼와 19년)
  - 고이소 구니아키 조선총독 (~7월 20일)
  - 아베 노부유키 조선총독 (7월 21일~)

## 같이 보기
- 1944년 일본